# کانیون لیک (کالیفرنیا)
کانیون لیک (به انگلیسی: Canyon Lake) شهری در شهرستان ریورساید، کالیفرنیا ایالت کالیفرنیا است که در سرشماری سال ۲۰۱۰ میلادی، ۱۰۵۶۱ نفر جمعیت داشته است.